# Warren Foegele
Warren Foegele (Markham, Ontario, 1 de abril de 1996), apodado Foegs o McLovin, es un jugador profesional canadiense de hockey sobre hielo que se desempeña en la posición de extremo izquierdo en Edmonton Oilers, equipo de la National Hockey League (NHL).

## Carrera
Fue seleccionado en la tercera ronda en la NHL Entry Draft de 2014. En 2017 hizo su debut profesional con el equipo Carolina Hurricanes, en el cual jugó cuatro temporadas (2017-2021), después pasó a Edmonton Oilers, donde lleva jugando tres temporadas.